# Tayside
Tayside  (schottisch-gälisch Taobh Tatha) war von 1975 bis 1996 eine Region im Osten Schottlands.

## Name
Die Region war nach dem Fluss Tay benannt, der bei Dundee in die Nordsee mündet.

## Geschichte
Die Region Tayside wurde 1975 aus den Grafschaften Angus und Kinross-shire, dem größten Teil der Grafschaft Perthshire sowie der Stadt Dundee gebildet. Das Gebiet der Region wurde in drei Districts gegliedert:
- Angus
- Dundee
- Perth and Kinross

1996 wurden die Regionen und Districts in Schottland abgeschafft. Aus den drei Districts von Tayside wurden Council Areas gebildet.